# 액티브 매트릭스
액티브 매트릭스(active matrix)는 평판 디스플레이에서 사용되는 어드레싱 스키마의 한 형태이다. RCA의 버나드 J. 레치너에 의해 발명되었다.
액티브 매트릭스 어드레싱은 구동을 위한 저장공간과 signal 별로 프로그래밍이 가능한 트랜지스터를 픽셀마다 가지고 있다. 고해상도의 디스플레이에 적합하며, 고대비율을 가지고 있다. 다만 단점으로는 매 픽셀마다 능동회로소자를 박아야 하므로 가격이 올라간다는 점이 있다. ( cf. Temporal Contrast Sensitivity Function )
캐패시터는 기전력을 저장하는 역할을 담당한다.  1/scanline 에 해당 하는 시간동안은 signal에 해당하는 프로그래밍이 되며 나머지 시간에는 이 캐패시터로 인해 그 전압이 유지되어 계속 빛이 난다.

## 같이 보기
- 액티브 매트릭스 액정 디스플레이